# Psilochorus
Genre
Psilochorus est un genre d'araignées aranéomorphes de la famille des Pholcidae.

## Distribution
Les espèces de ce genre se rencontrent en Amérique, Psilochorus simoni a été introduite en Europe, en Turquie et en Nouvelle-Zélande.

## Liste des espèces
Selon World Spider Catalog (version 20.0, 09/02/2019) :
- Psilochorus acanthus Chamberlin & Ivie, 1942
- Psilochorus agnosticus Chamberlin, 1924
- Psilochorus apicalis Banks, 1921
- Psilochorus bantus Chamberlin & Ivie, 1942
- Psilochorus bromelicolus Huber, 2019
- Psilochorus bruneocyaneus Mello-Leitão, 1941
- Psilochorus californiae Chamberlin, 1919
- Psilochorus cambridgei Gertsch & Davis, 1937
- Psilochorus coloradensis Slowik, 2009
- Psilochorus concinnus Gertsch, 1973
- Psilochorus concolor Slowik, 2009
- Psilochorus conjunctus Gertsch & Davis, 1942
- Psilochorus cordatus Bilimek, 1867
- Psilochorus delicatus Gertsch, 1971
- Psilochorus diablo Gertsch, 1971
- Psilochorus dogmaticus Chamberlin, 1924
- Psilochorus durangoanus Gertsch & Davis, 1937
- Psilochorus fishi Gertsch, 1971
- Psilochorus hesperus Gertsch & Ivie, 1936
- Psilochorus hooki Slowik, 2009
- Psilochorus imitatus Gertsch & Mulaik, 1940
- Psilochorus inyo Slowik, 2009
- Psilochorus itaguyrussu Huber, Rheims & Brescovit, 2005
- Psilochorus marcuzzii Caporiacco, 1955
- Psilochorus minimus Schmidt, 1956
- Psilochorus minutus Banks, 1898
- Psilochorus murphyi Gertsch, 1973
- Psilochorus pallidulus Gertsch, 1935
- Psilochorus papago Gertsch & Davis, 1942
- Psilochorus pullulus Hentz, 1850
- Psilochorus redemptus Gertsch & Mulaik, 1940
- Psilochorus rockefelleri Gertsch, 1935
- Psilochorus russelli Gertsch, 1971
- Psilochorus sectus Mello-Leitão, 1939
- Psilochorus simoni Berland, 1911
- Psilochorus sinaloa Gertsch & Davis, 1942
- Psilochorus taperae Mello-Leitão, 1929
- Psilochorus tellezi Gertsch, 1971
- Psilochorus texanus Slowik, 2009
- Psilochorus topanga Chamberlin & Ivie, 1942
- Psilochorus utahensis Chamberlin, 1919
- Psilochorus ybytyriguara Huber, Rheims & Brescovit, 2005

## Publication originale
- Simon, 1893 : Études arachnologiques. 25e Mémoire. XL. Descriptions d'espèces et de genres nouveaux de l'ordre des Araneae. Annales de la Société Entomologique de France, vol. 62, p. 299-330 (texte intégral).